# Joe Manchin
Joseph (Joe) Manchin III (født 24. august 1947) er en amerikansk politiker for det demokratiske parti. Han var guvernør i delstaten West Virginia fra 2005 til 2010. I efteråret 2010 blev han medlem af Senatet i USA. Han meddelte i november 2023, at han ikke genstiller til Senatet ved senatsvalget i 2024.